# Hebecliniinae
Hebecliniinae (R.M. King & H. Rob., 1980) è una sottotribù di piante spermatofite dicotiledoni appartenenti alla famiglia delle Asteraceae (sottofamiglia Asteroideae, tribù Eupatorieae).

## Etimologia
Il nome della sottotribù deriva dal suo genere più importante (Hebeclinium) la cui etimologia deriva da Ebe, dea greca della giovinezza figlia di Giove e moglie di Ercole; "clinium" si riferisce al ricettacolo dell'infiorescenza. Il nome scientifico è stato definito per la prima volta dai botanici Robert Merrill King (1930-2007) e Harold Ernest Robinson  (1932-) nella pubblicazione  “Phytologia; Designed to Expedite Botanical. 46(7): 448 (1980)”  pubblicata a New York nel 1980.

## Descrizione
Le piante di questa sottotribù hanno un habitus erbaceo eretto, oppure arbustivo o di piccoli alberi con cicli biologici perenni.
Le foglie normalmente lungo il caule sono opposte, spesso sono provviste di lunghi piccioli. Le lamine sono spesso ampie con basi cordate o arrotondate.
Le infiorescenze sono cimose a disposizione lassa, oppure sono densamente corimbose, o anche tirsoidi-panicolate con capolini raggruppati. I capolini sono formati da un involucro composto da diverse squame (vedi tabella) disposte in modo fortemente sub-embricato al cui interno un ricettacolo fa da base ai fiori tutti tubulosi. Le dimensioni delle squame sono scalate; quelle interne sono facilmente decidue (raramente sono persistenti). Il ricettacolo è da leggermente convesso a fortemente emisferico e normalmente è privo di pagliette a protezione della base dei fiori e spesso è privo di peli.
I fiori sono tetra-ciclici (con quattro verticilli: calice – corolla – androceo – gineceo) e pentameri (ogni verticillo è composto da cinque elementi). I fiori per capolino variano da 4 a 150 (vedi tabella).

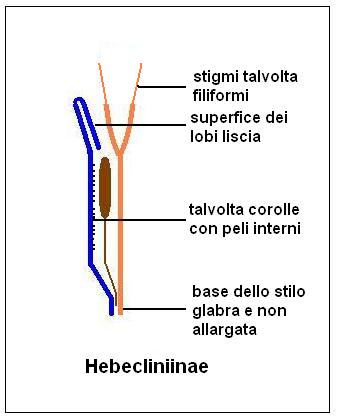
Sezione del fiore

Formula fiorale: per queste piante viene indicata la seguente formula fiorale:
* K 0/5, C (5), A (5), G (2), infero, achenio
I sepali del calice sono ridotti ad una coroncina di squame.
Le corolle sono strettamente imbutiformi, raramente sono provviste di peli all'interno della gola. I lobi hanno una forma triangolare e sono lunghi quanto larghi con superfici lisce. Il colore può essere bianco, lavanda o bluastro.
L'androceo è formato da 5 stami con filamenti liberi e antere saldate in un manicotto circondante lo stilo. Il collare delle antere normalmente è allungato (5 – 10 volte più lungo che largo). Le appendici apicali delle antere sono più lunghe che ampie.
Il gineceo ha un ovario uniloculare infero formato da due carpelli.. La base dello stilo è allargata e glabra. Gli stigmi sono strettamente lineari e filiformi con superfici mammellose o brevemente papillose, raramente sono punteggiate. Le linee stigmatiche sono marginali.
I frutti sono degli acheni con pappo. Gli acheni sono provvisti di 5 angoli. Il carpoforo è a forma di anello o a forma di spirale in proseguimento delle coste dell'achenio. Il pappo normalmente è formato da setole capillari uniseriate, persistenti con celle apicali acute (vedi tabella).

### Struttura dei fiori
La tabella indica per ogni genere il numero di squame (e su quante serie sono disposte) dell'involucro, il numero di fiori dell'infiorescenza e la struttura del pappo.
| Genere       | No. squame | No. serie squame | No. fiori | Pappo                                        |
| ------------ | ---------- | ---------------- | --------- | -------------------------------------------- |
| Amolinia     | circa 15   | 2 - 3            | 20 - 25   | uniseriato con circa 30 setole barbate       |
| Bartlettina  | 20 - 50    | 3 - 5            | 8 - 150   | 1 - 2 serie con circa 30 - 40 setole barbate |
| Decachaeta   | 10 - 15    | 3 - 4            | 4 - 30    | uniseriato con circa 10 - 30 setole barbate  |
| Erythradenia | circa 10   | biseriate        | circa 6   | poche setole scarsamente distinguibili       |
| Guayania     | 12 - 25    | 3 - 4            | 5 - 25    | uniseriato con circa 30 - 40 setole barbate  |
| Hebeclinium  | 25 - 40    | 3 - 5            | 20 - 80   | uniseriato con circa 30 - 40 setole barbate  |
| Matudina     | 75 - 125   | 5 - 6            | circa 200 | uniseriato con circa 15 - 22 setole barbate  |

## Distribuzione e habitat
Le specie della sottotribù sono distribuite tutte tra l'America centrale e Sud America. L'habitat varia tra ambienti subtropicali e tropicali (foresta amazzonica). Nell'elenco sottostante sono indicate le distribuzioni dei vari generi della sottotribù.

## Tassonomia
La famiglia di appartenenza di questo gruppo (Asteraceae o Compositae, nomen conservandum) è la più numerosa del mondo vegetale, comprende oltre 23000 specie distribuite su 1535 generi (22750 specie e 1530 generi secondo altre fonti). La sottofamiglia Asteroideae è una delle 12 sottofamiglie nella quale è stata suddivisa la famiglia Asteraceae, mentre Eupatorieae è una delle 21 tribù della sottofamiglia. La tribù Eupatorieae a sua volta è suddivisa in 17 sottotribù (Hebecliniinae è una di queste)

### Filogenesi
La posizione di questa sottotribù all'interno della tribù Eupatorieae è ancora incerta in quanto mancano analisi dettagliate sul DNA. Per il momento viene considerata vicina alla sottotribù Critoniinae. Caratteri distintivi per questo gruppo sono:
- le brattee interne dell'involucro sono caduche;
- il ricettacolo è a forma di cupola e generalmente è pubescente;
- la parte apicale degli stigmi dello stilo sono filiformi;
- il carpoforo si estende sulle coste inferiori degli acheni.

Il numero cromosomico della sottotribù è: 2n =  20, 32.

### Composizione della sottotribù
La sottotribù Hebecliniinae comprende 7 generi e circa 72 specie:
| Genere                                             | N. specie                                              | Distribuzione                            |
| -------------------------------------------------- | ------------------------------------------------------ | ---------------------------------------- |
| Amolinia R.M. King & H. Rob., 1972                 | 1 sp. (A. eydeana (B.L. Rob.) R.M. King & H. Rob.)     | Guatemala e Messico                      |
| Bartlettina R.M. King & H. Rob., 1971              | circa 37 spp.                                          | America centrale e Sud America tropicale |
| Decachaeta DC., 1836                               | 7 spp.                                                 | America centrale                         |
| Erythradenia (B.L. Rob.) R.M. King & H. Rob., 1969 | 1 sp. (E. pyramidalis (B.L. Rob.) R.M. King & H. Rob.) | Messico                                  |
| Guayania R.M. King & H. Rob., 1971                 | 5 spp.                                                 | Brasile, Colombia, Guyana e Venezuela    |
| Hebeclinium DC., 1836                              | 20 spp.                                                | Zone neotropicali                        |
| Matudina R.M. King & H. Rob., 1973                 | 1 sp. (M. corvi (Mc Vaugh) R.M. King & H. Rob.)        | Messico                                  |

### Chiave per i generi
Per meglio comprendere ed individuare i vari generi della sottotribù l'elenco seguente utilizza il sistema delle chiavi analitiche:
- Gruppo 1A: il ricettacolo è provvisto di pagliette a protezione della base dei fiori; i fiori per capolino sono numerosi (circa 200);

genere Matudina
- Gruppo 1B: il ricettacolo è privo di pagliette (raramente sono presenti in Decachaeta); i fiori per capolino variano da 4 a 80;

- Gruppo 2A: il pappo è assente oppure le setole sono facilmente decidue;

- Gruppo 3A: il pappo è assente; il ricettacolo è glabro; le squame sono disposte in modo più o meno biseriato;

genere Erythradenia
- Gruppo 3B: il pappo è formato da setole decidue; il ricettacolo è pubescente (raramente con pagliette); le squame sono disposte su 3 – 4 serie;

genere Decachaeta
- Gruppo 2B: il pappo è formato da setole persistenti;

- Gruppo 4A: le squame hanno una disposizione rada e sono sub-eguali tra di loro; gli acheni hanno una base stipitata;

genere Amolinia
- Gruppo 4B: le squame hanno una disposizione embricata e sono scalate in altezza; la sezione degli acheni è prismatica;

- Gruppo 5A: il ricettacolo è marcatamente da convesso a emisferico; gli stigmi dello stilo hanno delle appendici filiformi;

genere Hebeclinium
- Gruppo 5B: il ricettacolo è leggermente convesso; le appendici degli stigmi dello stilo hanno una forma da lineare a leggermente clavata;

- Gruppo 6A: il carpoforo ha una forma simmetrica; il ricettacolo è da sparsamente a densamente pubescente (raramente è glabro);

genere Bartlettina
- Gruppo 6B: il carpoforo è fortemente asimmetrico; il ricettacolo è glabro;

genere Guayania

## Alcune specie

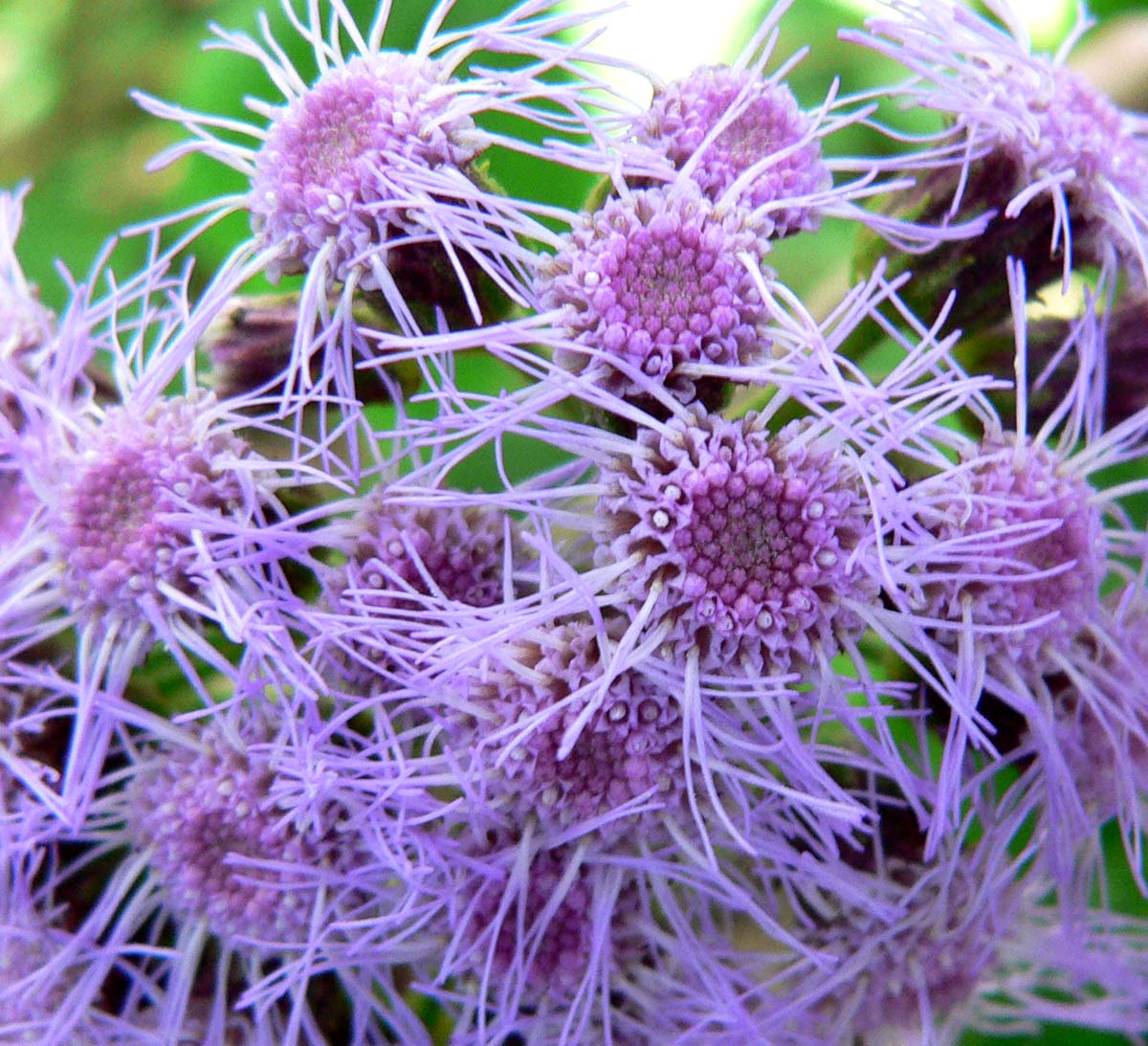
Bartlettina sordida
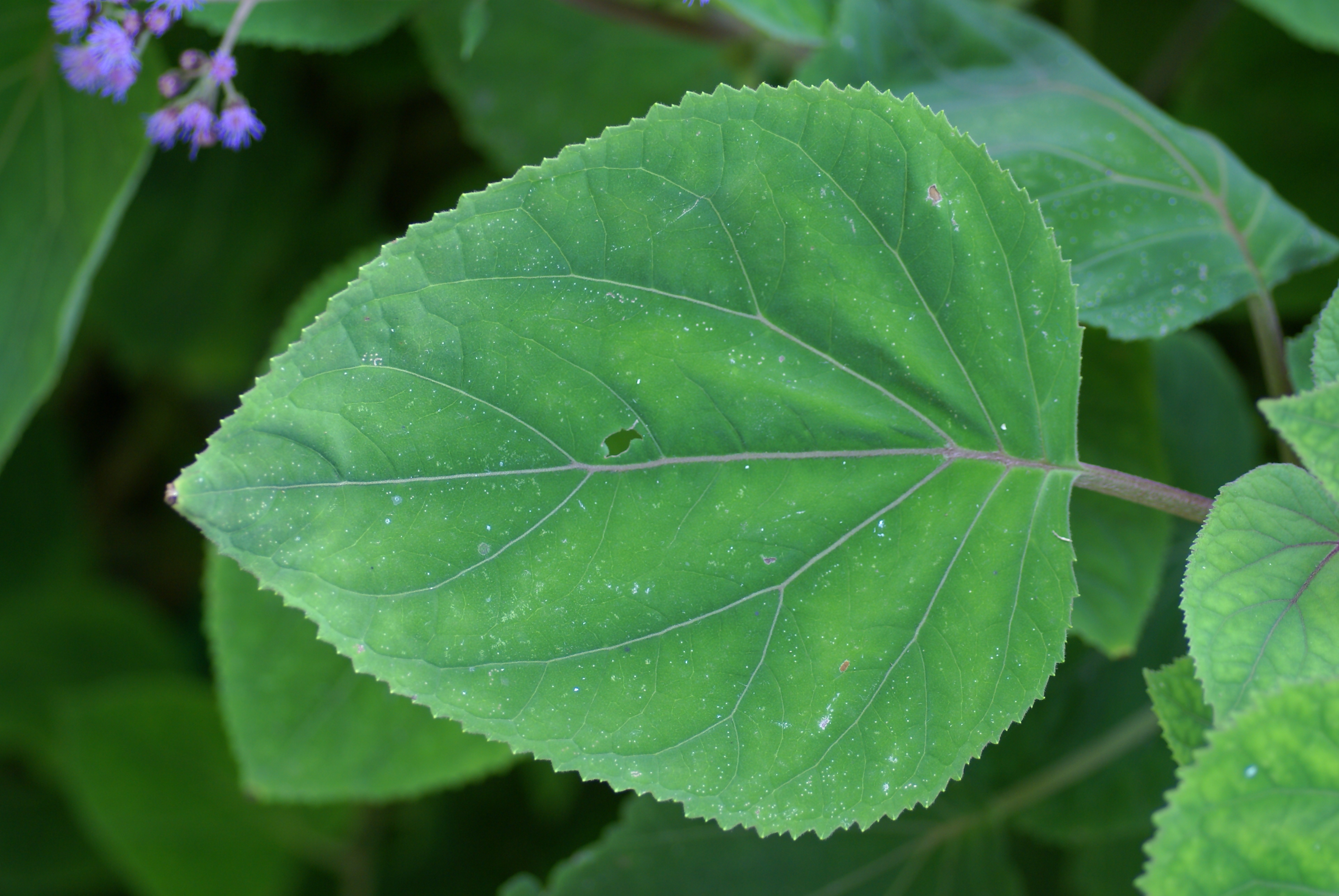
Bartlettina sordida (La foglia)